# Замечательная поездка
«Бег во времени», также «Замечательная поездка» (англ. Timescape, на видео англ. Grand Tour: Disaster in Time) — кинофильм по новелле Лоренса О’Доннелла (Генри Каттнера) и К. Л. Мур «Лучшее время года» (англ. Vintage Season). Фильм «Бег во времени» был снят для театрального показа в 1991 году, но дебютировал на кабельном телевидении под названием «Замечательная поездка».

## Сюжет
Бен Уилсон (Джефф Диниэлс), жена которого умерла какое-то время тому назад в результате автомобильной аварии, возвращается с дочерью Хилари (Ариана Ричардс) в родной город Гринглен, где он покупает старый дом на окраине города, который реставрирует вместе с дочкой. Неожиданно местный водитель автобуса Оскар приезжает с группой туристов из «Южной Калифорнии», глава группы просит сдать им в аренду комнату, отвергая предложение остановиться в большом отеле в центре города. Скоро Уилсон замечает, что его новые постояльцы ведут себя странно, а Оскар замечает, что, несмотря на то, что они туристы, у них даже нет камер с собой, чтобы фотографировать. Вскоре после того как постояльцы разошлись по комнатам, появляется ещё один незнакомец из группы по имени Кьюшь (Дэвид Скважин), Бен замечает на его одежде тонкий слой пепла. После трагедии город оказывается почти полностью разрушен, а дочь Бена погибает днем позже от взрыва газа. Пытаясь спасти её, Бен возвращается в прошлое и пытается вывести дочь из города, но у отца его погибшей жены, местного судьи, чьи полномочия весьма велики, свои планы, ведь никто и не догадывается о надвигающейся катастрофе.
Подозрения Бена усиливаются на следующий день, после того как Кьюшь попадает в небольшую аварию во время прогулки по городу, он помогает ему, а сам Кьюшь роняет свой паспорт, глядя в который Бен видит марки различных мест в США и даты, между которыми десятилетия. Местный врач показывает рентгеновские снимки Кьюшь на которых виден инородный объект, встроенный в череп. После ухода от врача Уилсон прямо спрашивает у Кьюшь, кто он такой и почему марки и даты совпадают со знаменитыми авариями, стихийными бедствиями, в том числе, землетрясением 1906 года в Сан-Франциско, крушением Гинденберга и извержением вулкана Святая Елена, отсюда и пепел на одежде незваного гостя. Кьюшь ничего не объясняет, лишь предлагает Бену немедленно уехать из города и не возвращаться пока он не будет уверен что это безопасно.
Тем временем, в тайне от Бена, отец его жены судья Колдуэлл (Джордж Мердок), из-за того что винит Бена в смерти своей дочери, стремится доказать что тот плохой отец. Вернувшись домой Бен встречает судью, тот грозит ему арестом, он уходит и останавливается в местном отеле. Он предполагает что «туристы» оказываются путешественниками во времени, и прибыли они сюда не для осмотра достопримечательностей, а чтобы стать свидетелями некой катастрофы, в рамках большого тура по прошлому, после Бен теряет сознание.
Поздно вечером Бена находит Оскар и помогает вернуться в дом, чтобы выяснить что же должно произойти, зачем именно прилетели туристы, но через минуту город поражает крупный метеорит, который практически уничтожает город. Бен находит свою дочь живой, но направляясь в город, он обнаруживает что отель уничтожен и многие его друзья погибли, а в это время туристы разгуливают повсюду. Бен с дочерью всю ночь помогают жертвам катастрофы, в местной школе где разместился временный центр по оказанию помощи.
Когда Бен и Оскар возвращаются в гостевой дом на следующий день, Бен с ужасом обнаруживает, что хотя туристы и пропали, их багаж по-прежнему здесь. Он и Оскар находят их на заброшенной фабрике за городом, Бен понимает что они ждут новой катастрофы, которая должна произойти в школе. Туристы стараются задержать его, но он ускользает от них, в надежде спасти жизнь своей дочери Хилари. Между тем, работники тех службы случайно повреждают газопровод в школе, что приводит к мощному взрыву и разрушает школу, в результате погибает множество людей, включая дочь Бена и Кьишь.
Очнувшись, Бен обнаруживает что был взят туристами, а некий чиновник приехал чтобы расследовать временные нарушения, появившиеся из-за деятельности Бена. Были остановлены все временные экскурсии. Бен обвиняет чиновника в бесчеловечности, просит его исправить все, вернуть его дочь, но тот непреклонен, однако Бену удается стянуть паспорт Кьишь.
Изучив паспорт, Бен находит устройство для путешествия во времени, он возвращается в прошлый вечер и пытается спасти свою дочь и горожан от падающего метеорита и последовавшего за ним взрыва. Он пытается забрать Хиллари из дома судьи, но его ловят и бросают в тюрьму, которая скоро сама будет уничтожена. Однако он убеждает заместителя разрешить ему один телефонный звонок и предупредить себя самого находящегося в отеле. Другой Бен помогает выйти ему из тюрьмы и вместе они пытаются предупредить людей, звоня в колокола старой церкви.
Бен оставляет дочь с другим собой и уходит, но встречает чиновника по временным вопросам, который вернулся и намерен отправить Бена обратно в его интервал времени. Он предупреждает Бена больше не вмешиваться и угрожает ему, в случае неподчинения, вернуться в прошлое и ликвидировать все изменения созданные Беном, но Бен в свою очередь сообщает ему что если бы в его словах был смысл, то его коллеги уже бы все сделали.
В финальной сцене, мы видим Хилари, которая встречает новых гостей, в уже отстроенном гостевом доме, а Бен читает старые любовные письма своей покойной жены и вдруг он растворяется, а Хиллари внезапно слышит, как кто-то играет на пианино её матери.

## В ролях
- Джефф Дэниэлс — Бен Уилсон, хозяин отеля
- Ариана Ричардс — Хилари, дочь Бена Уилсона
- Эмилия Кроу — Рив, путешественница во времени, помогающая Бену Уилсону
- Джим Хейни — Оскар, приятель Бена Уилсона
- Мэрлин Лайтстоун — мадам Иовайн, путешественница во времени
- Джордж Мёрдок — судья Колдуэлл, тесть Бена Уилсона
- Дэвид Уэллс — Квиш, путешественник во времени, прибывший раньше остальных